# Конардія
Конардія (Conardia) — рід мохів родини Amblystegiaceae.
Вперше цей рід був описаний Гарольдом Е. Робінсоном.
Назва роду Conardia — на честь Генрі Шумейкера Конарда (1874–1971), американського ботаніка, який був провідним експертом у галузі мохоподібних і водяних лілій, а також першим прихильником збереження навколишнього середовища.
Рід був описаний Гарольдом Ернестом Робінсоном у Phytologia Vol.33 (випуск 4) на сторінці 294 у 1976 році.
Види цього роду зустрічаються в Європі та Північній Америці.
Види:
- Conardia compacta H.Robinson, 1976[1]